# Joaquim Codina i Matalí

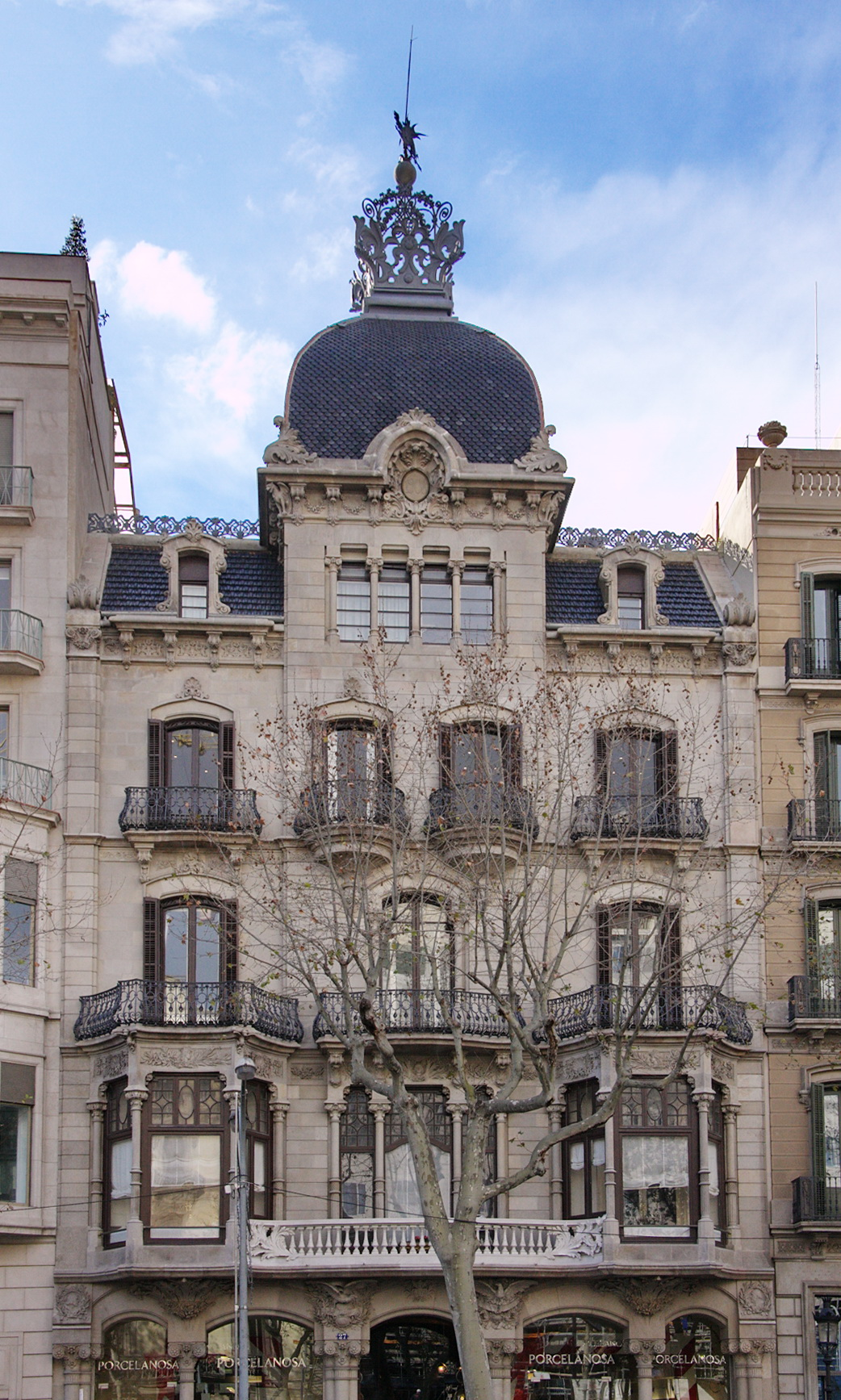
Casa Malagrida.

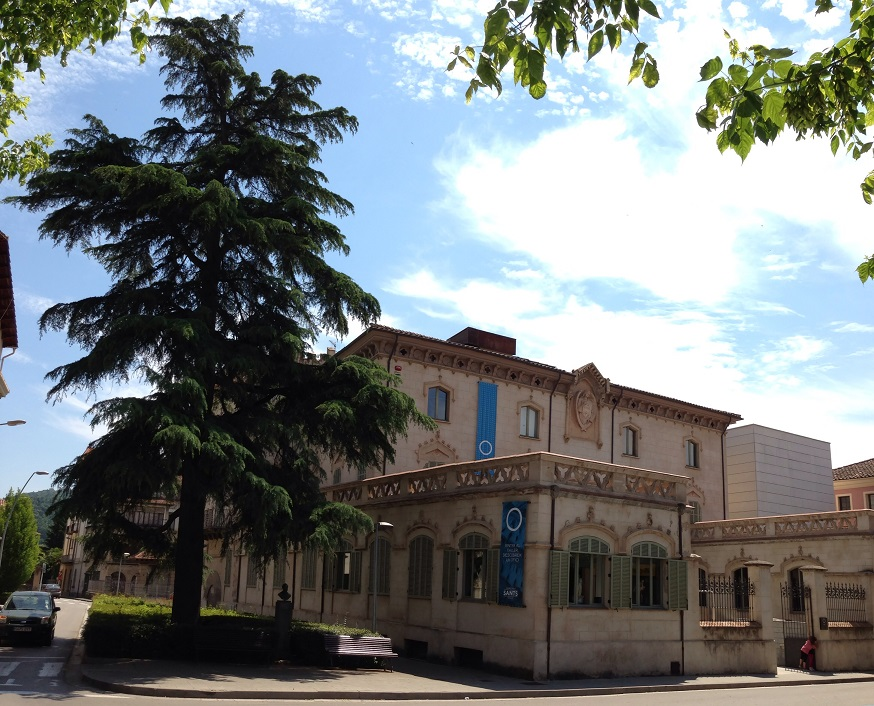
Museu dels Sants d'Olot

Joaquim Codina i Matalí (~ 1841 -Barcelona, 23 d'abril de 1910) fou un mestre d'obres català. Es va llicenciar el 1864 a l'Escola de Mestres d'Obres de Barcelona. Entre les seves feines destaquen la Universitat de Barcelona (feta amb Elies Rogent), la Casa Eduard Filva, la Casa Manuel Malagrida i l'edifici de "El Arte Cristiano" actual seu del Museu dels Sants d'Olot. Té obra per Barcelona, Olot i Sabadell.